# Rupertshofen

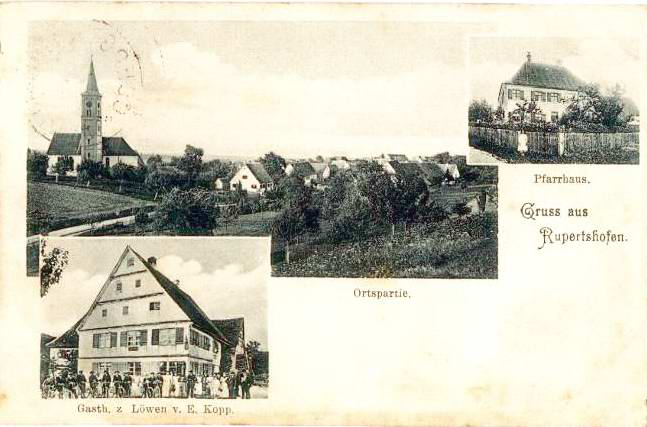
Postkarte von Rupertshofen (um 1900)

Rupertshofen ist ein Ortsteil der Gemeinde Attenweiler im Landkreis Biberach in Baden-Württemberg. Das Dorf an einem flachen Hang zum Mühlhauser Bach liegt circa zwei Kilometer nordwestlich von Attenweiler.
Die heutige Gemeinde Attenweiler wurde am 1. Januar 1975 durch die Vereinigung der Gemeinden Attenweiler, Oggelsbeuren und Rupertshofen gebildet.

## Geschichte
Nach alemannischen Grabfunden befand sich hier eine Siedlung der Merowingerzeit. Rupertshofen gehörte zur Vogtei Oggelsbeuren und unterstand wohl wie diese seit dem 14. Jahrhundert der Herrschaft Warthausen. Nach 1446 war der Ort Lehen der von Stein und von Rechberg. 1695 kam Rupertshofen an das Stift Buchau, das auch den größten Teil der Grundherrschaft innehatte.
In Folge der Säkularisation des Stiftes im Jahr 1803 kam Oggelsbeuren an die Fürsten von Thurn und Taxis. Die Landeshoheit fiel 1806 an das Königreich Württemberg, das den Ort 1810 dem Oberamt Ehingen unterstellte. Eine eigene Schultheißerei wurde 1811 gebildet.
Zu Rupertshofen gehört das Gehöft Vogelhof.

## Sehenswürdigkeiten
- Katholische Pfarrkirche Sankt Vitus, erbaut 1810